# Maesa dubia
Maesa dubia är en viveväxtart som beskrevs av Nathaniel Wallich. Maesa dubia ingår i släktet Maesa och familjen viveväxter. Inga underarter finns listade i Catalogue of Life.